# Boudewijn Büch
Boudewijn Maria Ignatius Büch (Den Haag, 14 december 1948 – Amsterdam, 23 november 2002) was een Nederlandse schrijver, dichter, bibliofiel en televisiepresentator. Hij werd vooral bekend door zijn roman De kleine blonde dood (1985), die in 1993 werd verfilmd. Als televisiepresentator maakte hij indruk met literaire (reis)programma’s zoals De wereld van Boudewijn Büch.
Ondanks zijn populariteit raakte Büch ook omstreden door de vele verzinsels over zijn eigen leven, zoals over zijn afkomst, opleidingen, werk en bovenal een verzonnen zoon.

## Levensloop

### Jeugd
Boudewijn Büch werd geboren in Den Haag in de Bethlehemkliniek en groeide op in Wassenaar in het katholieke gezin Buch, met vijf broers, onder wie Menno Buch. Zijn ouders scheidden in 1963. Zowel Boudewijn als zijn broers herinnerden zich hun vader als een tirannieke persoonlijkheid; het huwelijk van zijn ouders was volgens Boudewijn nooit zeer gelukkig geweest.
Büchs schoolopleiding verliep moeizaam. Hij bracht enige jaren door op het gymnasium (Bonaventuracollege) en de hbs, maar eindigde zijn schoolcarrière met een mulo-diploma. Wel raakte hij via zijn belezen schoolvriend Peter van Zonneveld bekend met schrijvers als Goethe en Bilderdijk, die hem zijn leven lang zouden fascineren. Al snel ontwikkelde Büch ook zelf literaire ambities, waarop zijn ouders hem toevertrouwden aan de Wassenaarse leraar Nederlands en latere NCRV-televisiepersoonlijkheid Sipke van der Land (1937-2015). Tijdens wekelijkse bijeenkomsten bracht Van der Land hem de kunst van het schrijven bij.

### Doorbraak en imago
Büchs aanleg voor het dichterschap werd al snel opgemerkt. Hij vond diverse mentoren in kringen van kunstenaars en academici in Leiden. Begin jaren zeventig werd hij door velen gezien als een erudiet wonderkind, een status die hij mede verwierf door zijn weetgierigheid en bluf. In sommige gevallen speelde hij bewust in op homo-erotische gevoelens bij bewonderaars die toonaangevende posities in het Nederlandse culturele leven bekleedden.
Büch omarmde in deze periode een romantisch-decadent imago. Hij koketteerde enige tijd met een homoseksuele en pedofiele geaardheid en was enkele jaren voorzitter van de Federatie Studenten Werkgroepen Homoseksualiteit. De serieuze liefdesrelaties die hij tijdens zijn leven had waren echter zonder uitzondering heteroseksueel.

### Literaire carrière
Vanaf omstreeks 1973 begon Büch serieus werk te maken van een loopbaan als dichter. Hij legde contact met Harry G.M. Prick, dankzij wiens bemiddeling in 1976 zijn debuutbundel Nogal droevige liedjes voor de kleine Gijs uitkwam. Mede dankzij de aanbevelingen van uitgever Martin Ros werd Büch al snel als een literaire sensatie beschouwd.
De hype ging vergezeld van de fantasiecarrière die hij in de loop der jaren voor zichzelf had bedacht en waarmee zijn vrienden al langer bekend waren: hij zou zijn doctoraal in zowel Duits als filosofie hebben behaald en noemde zich bovendien psychofarmacohistoricus – een zelfverzonnen discipline waarover hij claimde dat hij er 's werelds "belangrijkste expert" in was. Dit betrof zijn fascinatie met het gebruik van drugs door 19e-eeuwse romantische dichters als Samuel Coleridge, Thomas de Quincey, Charles Baudelaire en Arthur Rimbaud. In 1991 kon hij in zijn boek Rock 'n' roll rijkelijk putten uit de door hem verzamelde wetenswaardigheden over het gebruik van allerhande drugs door 20e-eeuwse jazz- en popmusici.
In november 1975 trok de poëzie van Büch de aandacht middels zijn debuut in Maatstaf. In 1976 publiceerde hij ook in Hollands Diep een kritiek op de toekenning van de P.C.Hooftprijs aan Hendrik de Vries. In maart 1976 verscheen zijn eerste gedichtenbundel Nogal droevige liedjes voor de kleine Gijs, tevens met een duurdere bibliofiele editie. In april 1976 verscheen onder de naam Boudewijn Ignatius Maria Büch zijn gedicht Togetherness - Frankie Avalon - voor Bernadette als Gedicht van de Week in avondblad Het Parool, de krant waarvoor hij later als recensent zou gaan schrijven. In juni 1976 verscheen in NRC Handelsblad zijn gedicht 'As by the dead we love to sit' Emily Dickinson - voor Bernadette en kort daarna in juli zijn artikel De Goethe-industrie en tevens Dat Popou vooral niet winnen mag, een column-achtig stukje over wielersport, waarin hij opschepte ooit "in zeven dagen van Leiden naar Bilbao" te zijn gefietst. Hierna zou hij vaker stukken in deze krant publiceren en verscheen ook dichtwerk van zijn hand in Tirade. In september 1977 verscheen zijn tweede dichtbundel Taal als blauw - Das heitre Blau ist vertilgt... Novalis. Zijn eerste roman De blauwe salon verscheen in 1981. Harry G.M. Prick fungeerde als zijn schaduwschrijver. In 1982 verscheen zijn dichtbundel Dood kind, dat in een recensie werd aangeprezen als een verzameling "meesterlijke treurzangen over gestorven onschuld".
In de jaren 80 ontpopte Büch zich als zeer productief auteur. Telegraaf-criticus Ivan Sitniakowsky noemde hem een "miskend genie", maar ook "bezeten" en "het enfant terrible van de Nederlandse literatuur". Rob Schouten merkte in dagblad Trouw op dat zijn proza "cirkelt om de twijfel tussen realiteit en verbeelding". Van zijn romans is De kleine blonde dood (1985) veruit de bekendste geworden, mede door de film die naar het boek vervaardigd werd. Maar ook romans als Links! (1986), over het leven in een commune, Het dolhuis (1987), over een jeugdinternaat, en Het bedrog (1993), over de breuk met een boezemvriend, vonden veel aftrek.
Zijn literaire werken hadden vaak een deels autobiografische, deels fictieve inslag, waarin steeds dezelfde thema's terugkeerden (depressie en psychiaterbezoek, de problematische relatie met de ouders, het maatschappelijke klimaat in de jaren vijftig en het muzikale fandom, in het bijzonder ten opzichte van The Rolling Stones). Het werd Büch kwalijk genomen dat hij in zijn romans de waarheid geweld aandeed; gesteld is dat hij een "ziekelijke lust" zou hebben gehad om van zijn eigen leven een mythe te maken. Hierop verweerde hij zich door te stellen dat het literatuur was.

### Journalistiek en columns
Na enkele artikelen in NRC Handelsblad te hebben gepubliceerd waarin hij zich ook manifesteerde als "literair reiziger", een fervent bezoeker van plaatsen die een rol speelden in de levens van literaire grootheden, verscheen in maart 1979 zijn eerste van vele boekrecensies en columns in Het Parool, die daar tot in juni 1990 zouden verschijnen. Eind jaren 70 was hij ook als columnist verbonden aan het Leids Universiteitsblad Mare.
In de jaren die volgden schreef Büch ontelbare columns, recensies en artikelen, gaf lezingen en liet bij diverse uitgeverijen een stroom aan literair werk verschijnen.

### Televisie en theater

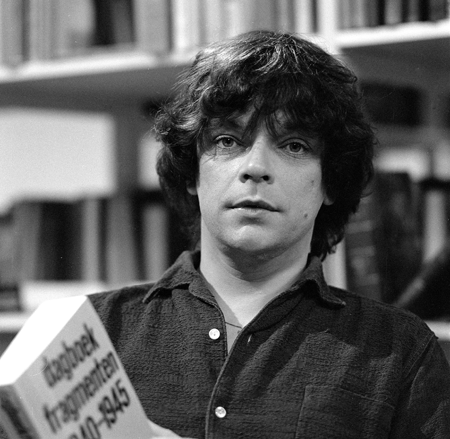
Boudewijn Büch in 1985

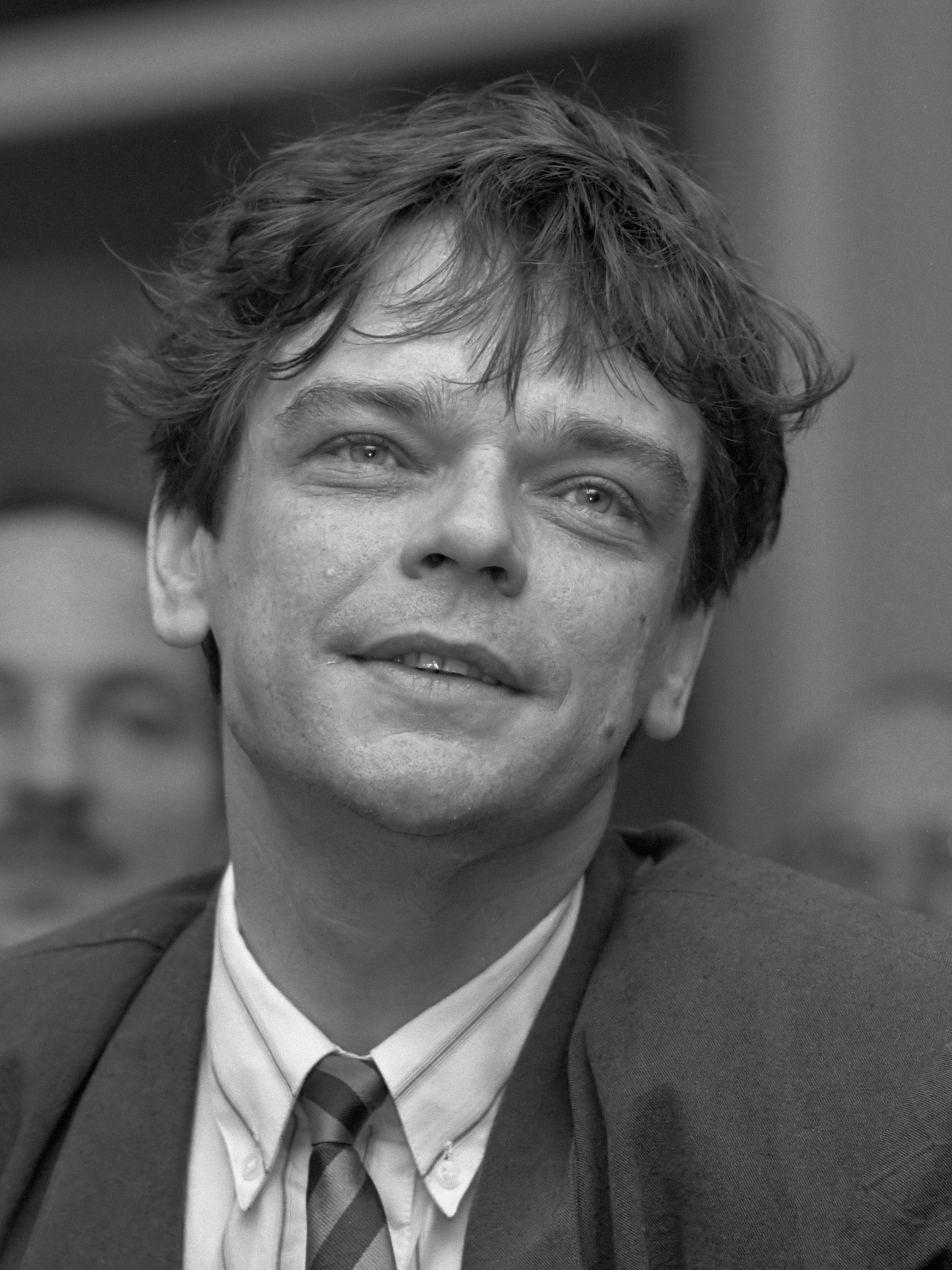
Boudewijn Büch (1988)

Büchs werkzaamheden voor televisie begonnen in 1982 met het VARA-kunstprogramma De Verbeelding, waarvoor hij een boekenrubriek verzorgde. Zijn vlotte c.q. oppervlakkige aanpak sprak aan en hij kreeg vanaf 1984 een eigen programma: Büch's Boeken, vanaf 1985 ingekort tot Büch. Door zijn optreden op televisie raakte zijn carrière in een stroomversnelling, al werd hij door literaire kringen inmiddels afgewezen: Büch was geen serieus te nemen dichter meer, maar een mediapersoonlijkheid die kennelijk tot alles bereid was, als het maar geld opbracht. Büch nam op zijn beurt eveneens afstand van de literaire wereld. Zijn gedichten verschenen nog slechts in bibliofiele minioplages en hij bracht zijn tijd bij voorkeur buiten Nederland door.
De reisprogramma's die hij vanaf juli 1988 onder de titel De wereld van Boudewijn Büch maakte, stelden hem daartoe in staat. Büchs stokpaardjes kwamen in zijn televisie-uitzendingen veelvuldig aan bod. Hij had grote belangstelling voor eilanden, de dodo, rockmuziek (met name Mick Jagger, zijn eigen idool die hij in zijn hoedanigheid van programmamaker eindelijk eens persoonlijk kon ontmoeten) en bovenal voor Goethe. Voor zijn reisprogramma's reisde hij veelal naar afgelegen eilanden. Kenmerkend voor de reisprogramma's was Büchs fanatieke, aanstekelijke interesse voor de vele historische en culturele onderwerpen die erin behandeld werden.
Halverwege de jaren negentig begon Büch ook door Nederland te toeren waar hij diverse theaters aandeed. Zijn laatste tournee zou hij niet voltooien; voor het einde ervan kwam hij te overlijden.
Theaterprogramma's:
- Büch denkt hardop (1995-1996)
- Verschrikkelijk gemeen (1996-1997)
- Een avondje televisie (1997-1998), opname vanuit Diligentia uitgezonden via de VARA in 1999
- Hoe word ik schrijver? Een cursus (1998-1999)
- Op reis theatertoer (2001)
- Boudewijn Büch op reis - een diavoorstelling zonder dia’s (2002)

### Laatste jaren
In 2001 besloot de VARA geen nieuwe programma's meer bij Büch te bestellen en ook andere opdrachtgevers zaten steeds minder om zijn bijdragen verlegen. Büch zelf had al veel eerder laten merken dat zijn werk hem steeds minder interesseerde. Zijn laatste televisieoptredens waren wekelijkse bijdragen aan het programma Barend & Van Dorp. Ook was Büch op 7 september 2001 de eerste in een serie gasten in de TROS-goochelshow Hans Kazàn & Magic Unlimited. 
Hij bracht zijn tijd bij voorkeur door in zijn herenhuis aan de Amsterdamse Keizersgracht 149, dat hij tot een drie verdiepingen tellende bibliotheek in empirestijl had omgetoverd. Zijn collectie boeken, waaronder zeer zeldzame exemplaren, besloeg inmiddels rond de 100.000 banden.
Van zijn laatste boek, de roman Het geheim van Eberwein (een vervolg op De kleine blonde dood), was in de zomer van 2002 het manuscript naar de directeur van de Arbeiderspers, Lex Jansen, gestuurd.
Op 20 november 2002 was Büch voor de 45e en laatste keer te gast bij de 500e aflevering van Barend & Van Dorp. Twee dagen later hield hij om 18 uur een lezing in het Haarlemse stadhuis en trad daarna nog op in Theater de Luifel in Heemstede. De volgende dag werd Büch dood aangetroffen in zijn bed. Hij was overleden aan een hartstilstand. Büch ligt begraven op begraafplaats Westerveld. Boudewijn Büch is 53 jaar geworden.

## Discussie over fantasie en werkelijkheid
Anderhalf jaar na Büchs dood bleek dat hij meer dan dertig jaar een onwaar verhaal had uitgesponnen over zijn dode kind – een centraal thema in zijn leven en werk. Al in 1976, het jaar waarin Büch doorbrak als dichter, uitte recensent Anton Korteweg in Het Parool twijfels aan de geloofwaardigheid van wat deze als "autobiografisch" presenteerde of suggereerde: "Gijsje blijft zoek" Over Büch is echter vooral na zijn dood veel geschreven omtrent het waarheidsgehalte van zijn boeken en de feiten in zijn leven. Hij voedde zelf de aanname van velen dat romanpersonages zoals Winkler Brockhaus en Olaf Bergman zijn alter ego zouden zijn. Hij leek te laveren tussen waarheid en verbeelding, zoals het heette in de titel van de autobiografie van de door hem bewonderde Duitse schrijver Goethe: Dichtung und Wahrheit.
Büch heeft ook buiten zijn geschriften in interviews dingen verteld die later niet waar bleken te zijn of althans op gespannen voet stonden met feiten. De belangrijkste hiervan zijn:
- Vanaf 1970 vertelde Büch aan vrienden dat hij een zoontje had. Dit bleef telkens terugkeren in zijn geschriften, onder meer in Geestgrond (1995) waarin hij het verhaal over Winkler Brockhaus uit De kleine blonde dood en De hel voortzet en waarin ook het zoontje en diens beweerde dood aan de orde komen. Het betrof volgens critici echter een kind van een bevriend echtpaar, met wie hij nu en dan uitstapjes maakte, doch waarvan hij niet de verwekker kon zijn. Toen het kennelijk steeds moeilijker voor hem werd om dit fantasieverhaal vol te houden, deelde hij op een gegeven moment mee dat het kind zou zijn overleden. Hij verwerkte dit thema onder andere reeds in zijn prozadebuut De blauwe salon (1981), in de dichtbundel Dood kind (1982) en in de roman De kleine blonde dood (1985). In 2004 betitelde het inmiddels volwassen geworden kind Büchs verhalen over dit onderwerp als "Ziek. Absurd. Bizar."[13]
- In meerdere romans van Büch is een opmerkelijke vader-zoon-relatie aan de orde: in De kleine blonde dood, Het dolhuis en De rekening. Hij beweerde daaromtrent dat zijn vader een gevluchte, in het toenmalige Duitse Danzig geboren, Poolse of Duitse jood was die als piloot bij de RAF zijn eigen geboortestad moest bombarderen, zoals hij beschrijft in De rekening (1989). Volgens dit verhaal werd in het gezin Büch alleen Duits gesproken en pleegde zijn door zijn oorlogservaringen getraumatiseerde vader zelfmoord naar aanleiding van berichten dat de Drie van Breda zouden worden vrijgelaten. Het betrof volgens critici Büchs vader, een Haagse gemeenteambtenaar die in 1975 stierf aan een hartaanval.[bron?]
- Na de dood van zijn vader verspreidde Büch het gerucht dat hij miljoenen had geërfd. In de extreemste variant van het verhaal wilde hij daarvan dertig miljoen schenken aan de Rote Armee Fraktion, een naoorlogse links-extremistische terreurgroep in de Bondsrepubliek Duitsland. Ook deed hij toezeggingen van miljoenen voor projecten die met literatuur te maken hadden. Potentiële ontvangers van Büchs giften namen zijn verhalen serieus genoeg om te beginnen met de oprichting van een Beheerstichting Erfenis Boudewijn Büch. Uiteindelijk gaf Büch echter niet thuis. Volgens critici bedroeg zijn erfdeel ongeveer 750 gulden.[bron?]
- Volgens Büch was hij in zijn jeugd een jaar lang gedwongen opgenomen geweest in een jeugdpsychiatrische inrichting, te midden van 'echte debielen'. Tevens zou hij in het ziekenhuis hebben gelegen wegens 'een vreemd soort keelkanker'. De psychiatrische inrichting was in werkelijkheid de vakantiekolonie De Lindenlust in Boxtel. Veel stadskinderen uit heel Nederland brachten in de jaren 50 en 60 een periode in een dergelijke instelling door om wat gezonde buitenlucht op te doen. Ook de aanleiding tot de ziekenhuisopname was een stuk onschuldiger dan keelkanker.[bron?]
- Büchs briefhoofd in de jaren zeventig bevatte fantasierijke neptitels. Hij noemde zich Drs. drs. Boudewijn Maria Ignatius Büch M.L.S. ISDD, c.m. - psychofarmacohistoricus. Volgens Büch sloeg de dubbele doctorandustitel op voltooide studies Duits en filosofie; M.L.S. betekende Member of the Linnaean Society; een 'psychofarmacohistoricus' was volgens Büch gespecialiseerd in de geschiedenis van het drugsgebruik. Dat Büch ooit een academische studie zou hebben voltooid is nimmer gebleken.
- Büch had voordat hij doorbrak als auteur regelmatig ingewikkelde en fantasievolle verhalen als motivatie voor het lenen van geld van vrienden.[14]

### Achternaam
- Hoewel hij zijn achternaam spelde met umlaut-teken deed zijn broer Menno dat niet. Volgens het Biografisch Woordenboek van Nederland is bij beschikking van de arrondissementsrechtbank te Den Haag op 26 juli 1956 de naam Büch gewijzigd in Buch.[15]
- Büch was zelf een weetgierig persoon en de hoofdpersoon in meerdere van zijn romans, waarover onduidelijk is in hoeverre ze autobiografisch zijn, is evenals hijzelf in 1948 geboren en draagt de naam Winkler Brockhaus: een samentrekking van de namen van twee bekende encyclopedieën (de Nederlandse Winkler Prins Encyclopedie en de Duitse Brockhaus).

## Bibliografie (selectie)

Boudewijn Büch, Bakker Korffstraat, Leiden (1977) voor een deel van zijn collectie litho's van de Tsjechische kunstenaar Vladimír Suchánek